# Harmanda albipunctata
Harmanda albipunctata is een hooiwagen uit de familie Sclerosomatidae.